# مايكل ماك
ولد مايكل ماك في 16 أغسطس 1958 في هونغ كونغ، هو مخرج أفلام أشتهر بدوره في فيلم (Dragon Force) وفيلم (Everlasting Love) وفيلم (Island of Greed)، هو شقيق المخرج جوني ماك.

## روابط خارجية
- مايكل ماك على موقع IMDb (الإنجليزية)
- مايكل ماك على موقع ألو سيني (الفرنسية)
- مايكل ماك على موقع أول موفي (الإنجليزية)
- مايكل ماك على موقع قاعدة بيانات الأفلام السويدية (السويدية)
- مايكل ماك على موقع قاعدة بيانات الفيلم (الإنجليزية)
- مايكل ماك على موقع كينوبويسك (الروسية)